# Kim Young-Ja
Kim Young-Ja (* 19. Oktober 1983 in Jeollabuk-do) ist eine ehemalige südkoreanische Biathletin.
Kim Young-Ja gab ihr internationales Debüt zu Beginn der Saison 2000/01 in Hochfilzen, wo sie 95. eines Einzels wurde. Höhepunkt der ersten Saison wurde die Teilnahme an den Biathlon-Weltmeisterschaften 2001 in Pokljuka. Kim wurde 82. des Einzels und erreichte mit Rang 77 im Sprint ihr bestes internationales Resultat. 2002 wurde ein 80. Rang bei einem Sprint in Osrblie bestes Ergebnis in einem reinen Weltcup-Rennen. Ihre letzten Karriererennen lief die Südkoreanerin bei den Biathlon-Weltmeisterschaften 2005 in Hochfilzen und kam auf Platz 94 im Einzel und 92 im Sprint.

## Weltcupstatistik
Die Tabelle zeigt alle Platzierungen (je nach Austragungsjahr einschließlich Olympische Spiele und Weltmeisterschaften).
- 1.–3. Platz: Anzahl der Podiumsplatzierungen
- Top 10: Anzahl der Platzierungen unter den ersten zehn (einschließlich Podium)
- Punkteränge: Anzahl der Platzierungen innerhalb der Punkteränge (einschließlich Podium und Top 10)
- Starts: Anzahl gelaufener Rennen in der jeweiligen Disziplin

| Platzierung         | Einzel | Sprint | Verfolgung | Massenstart | Staffel | Gesamt |
| ------------------- | ------ | ------ | ---------- | ----------- | ------- | ------ |
| 1. Platz            |        |        |            |             |         |        |
| 2. Platz            |        |        |            |             |         |        |
| 3. Platz            |        |        |            |             |         |        |
| Top 10              |        |        |            |             |         |        |
| Punkteränge         |        |        |            |             |         |        |
| Starts              | 9      | 23     |            |             |         | 32     |
| Stand: Karriereende |        |        |            |             |         |        |